# Sebastian Ziani de Ferranti
Sebastian Pietro Ziani Innocenzo Adhemar de Ferranti (Liverpool, 9 aprile 1864 – Zurigo, 13 gennaio 1930) è stato un inventore, ingegnere elettrico inglese, fondatore della Ferranti insieme a William Thomson (il futuro Lord Kelvin).

## Biografia
Sebastian Ziani de Ferranti nacque a Liverpool. Il padre, Cesare, era un fotografo italiano, la madre Juliana Scott era una pianista. La sua istruzione fu presso la Hampstead School a Londra, il Collegio di S. Agostino a Westgate-on-Sea e l'University College a Londra.
Il 24 aprile 1888 sposò Gertrude Ruth Ince, con la quale ebbe sette figli. Ferranti morì il 13 gennaio 1930 a Zurigo. Fu sepolto nella stessa tomba con i suoi genitori e sua figlia Yolanda nel cimitero di Hampstead a Londra.
Suo nipote, Basil de Ferranti, è stato un uomo politico conservatore che rappresentò il Collegio di Morecambe and Lunesdale negli anni 1950 e 1960.

## Carriera professionale
Ferranti mostrò un notevole talento per l'ingegneria elettrica sin dalla sua infanzia. La sua prima invenzione, all'età di 13 anni, fu un arco di luce per illuminazione. Si dice che, intorno all'età di 16 anni, avesse costruito un generatore elettrico (dotato di un'armatura a zig-zag) con l'aiuto di William Thomson e avesse successivamente brevettato il dispositivo (con il nome dinamo Ferranti-Thomson).
Lavorò per Siemens Brothers & Co. a Charlton (Londra), e nel 1882 costituì una società a Londra per progettazione di vari dispositivi elettrici come la ditta Ferranti, Thompson e Ince.
L'effetto Ferranti inoltre prende il suo nome, e deriva dalle sue osservazioni sugli innalzamenti di tensione sui nodi della rete di Londra subivano.

## Brevetti
- (EN)  US341097, United States Patent and Trademark Office, Stati Uniti d'America. Unipolar dynamo electric machine.